# Vrste (sura)
Vrste (arabsko As-Saaffat) je 37. sura (poglavje) v Koranu, ki jo sestavlja 182 ajatov (verzov). Je meška sura.
Med opravljanjem molitve (salata oz. namaza) pri tej suri verniki opravijo 5 ruku'jev (priklonov).